# بو بو (خواننده رپ)

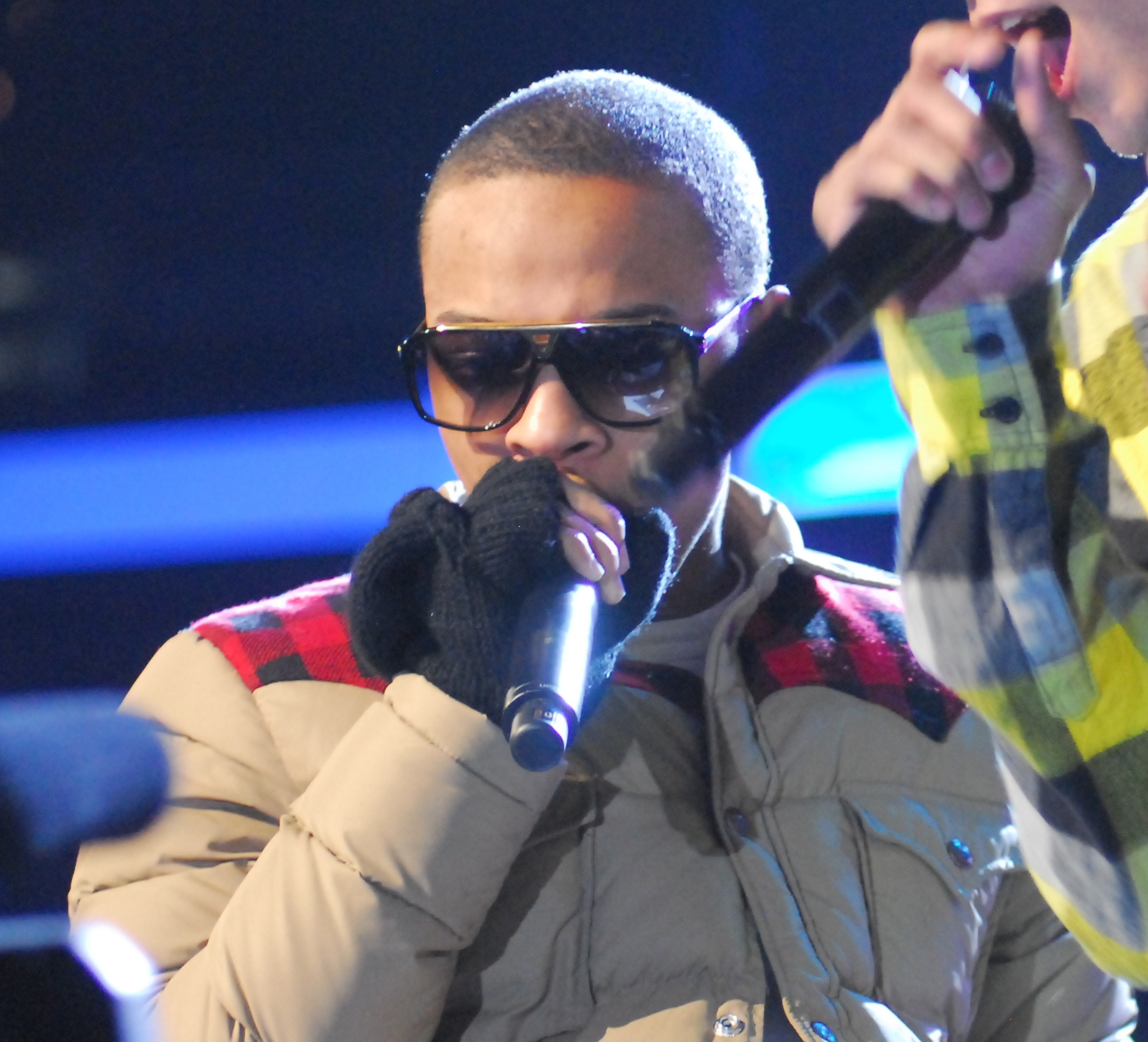
Bow Bow

بو بو (انگلیسی: Bow Wow؛ زادهٔ ۹ مارس ۱۹۸۷) با نام اصلی شَد گریگوری ماس خواننده رپ، بازیگر و مجری تلویزیون اهل ایالات متحده آمریکا است. وی از سال ۱۹۹۳ میلادی تاکنون مشغول فعالیت بوده‌است.
از فیلم‌ها یا برنامه‌های تلویزیونی که وی در آن نقش داشته‌است می‌توان به سریع و خشن: توکیو دریفت ، فیلم ترسناک ۵، مثل مایک، رول بانس، شجره‌نامه، بلیت بخت‌آزمایی، خشمگین ۷، فصل طوفان و دارودسته اشاره کرد.